# (508788) 2000 CQ114
(508788) 2000 CQ114, também escrito como (508788) 2000 CQ114, é um objeto transnetuniano que está localizado no cinturão de Kuiper, uma região do Sistema Solar. Ele é classificado como um cubewano. O mesmo possui uma magnitude absoluta de 6,9 e, tem um diâmetro com cerca de 82 km, por isso existem poucas chances que possa ser classificado como um planeta anão, devido ao seu tamanho relativamente pequeno. Este corpo celeste é um sistema binário, o outro componente, o S/2003 (508788) 1, possui um diâmetro estimado em cerca de 78 km.

## Descoberta
(508788) 2000 CQ114 foi descoberto no dia 6 de fevereiro de 2000 por Marc W. Buie.

## Órbita
A órbita de (508788) 2000 CQ114 tem uma excentricidade de 0,110 e possui um semieixo maior de 46,257 UA. O seu periélio leva o mesmo a uma distância de 41,172 UA em relação ao Sol e seu afélio a 51,343 UA.